# Iran Aircraft Manufacturing Industrial Company
Иранская самолётостроительная промышленная компания (англ. Iran Aircraft Manufacturing Industrial Company (IAMI); перс. شرکت صنایع هواپیماسازی ایران - هسا‎, акроним на фарси — HESA) — иранское авиационное производственное предприятие, основанное в 1976 году. Управляется Иранской организацией авиационной промышленности и находится в городе Шахиншехр (Исфахан).

## История
Строительство завода в Шахиншехре было начато американской компанией Textron. Планировалось, что новое предприятие будет выпускать вертолёты Bell 214 различных конфигураций в соответствии со сделкой, которая предусматривала производство в Иране нескольких сотен вертолётов и передачу технологий. Как сообщается, контракт был настолько огромен, что Textron создало новое подразделение для реализации иранского проекта во главе с генерал-майором Делком М. Оденом. Американская компания была вынуждена выйти из проекта из-за иранской революции и последующих санкций против Ирана. Позднее власти Исламской Республики Иран достроили завод и запустили его в 1989 году, организовав на его базе ремонт и модернизацию американских истребителей F-5. В 1993 году HESA наладило производство вертолётов АН-1 J «Кобра», в 1996 году в Шахиншехре было начато производство поршневых авиационных двигателей.

## Проекты
- Производство пассажирского самолёта IrAn-140-100 совместно с Украиной, разработанного на основе Ан-140.
- Проектирование и изготовление парашютных систем для дронов Ghods Ababil[англ.][2]
- Производство вертолёта Shahed-278 (с использованием компонентов американского Bell 206 и иранского Panha Shabaviz 206-1)
- Производство вертолётов Zafar 300 (на базе Bell 206)[3][4][5]
- Производство вертолёта Shahed-274 (на базе Bell 206)
- Производство вертолёта Shahed-285 (с использованием компонентов Bell 206 и Panha Shabaviz 206-1)
- Учебно-тренировочный самолёт HESA Dorna
- Производство дронов Karrar
- Изготовление пропеллеров из композитных материалов
- Ремонт судов на воздушной подушке для ВМС Ирана
- Изготовление деталей
- Производство истребителя Azarakhsh (на основе Northrop F-5)
- Производство истребителя Saeqeh (на основе Northrop F-5)
- Разработка дозвукового HESA Shafaq с использованием стелс-технологий (на основе M-ATF)
- Разработка дрона с использованием стелс-технологий Sofreh Mahi
- Проект Simorgh (перс. هواپيماي سيمرغ‎) в рамках модернизации Northrop F-5A для преобразования в F-5B. Впервые показан на Iran Kish Air Show 2005, два самолёта были построены[6]